# Jorge Mori
Jorge Mori (São Paulo, 20 de outubro de 1932 — São Paulo, 21 de novembro de 2018) foi um pintor, gravador e desenhista brasileiro.
Filho de imigrantes japoneses, começou muito cedo seu aprendizado. Aos onze anos de idade já estudava pintura com seu cunhado Yoshiya Takaoka e aos treze participou do Salão dos Recusados do XI Salão Paulista de Belas Artes. Aos quinze, organizou sua primeira mostra individual na então famosa Galeria Itá, em São Paulo. Logo em seguida, em 1947, participou da exposição 19 Pintores, na União Cultural Brasil-Estados Unidos, apresentando uma paisagem que causou geral admiração.
Em 1948 inscreveu-se no Salão Nacional de Belas Artes, merecendo uma medalha de bronze na Divisão Moderna. Em 1951 comparece à I Bienal de São Paulo e, logo a seguir, parte para a Europa em busca de maiores conhecimentos e para aprimorar a sua técnica.